# Cable cinta

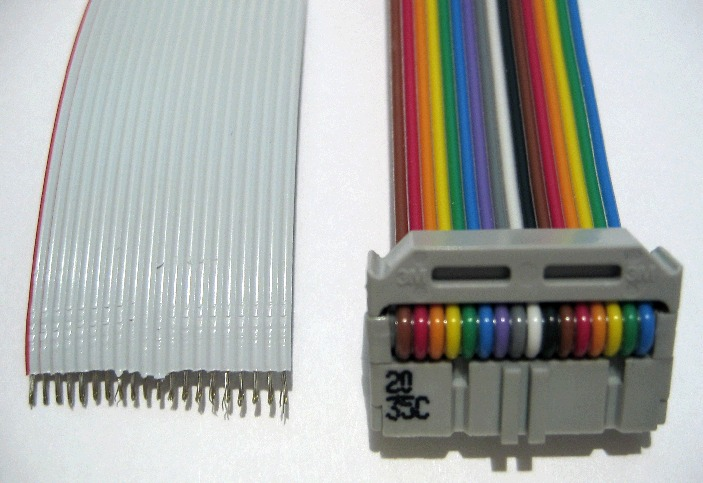
Izquierda: cable cinta gris de 20 vías con el alambre número 1 marcado con rojo, aislamiento parcialmente retirado. Derecha: cinta arco iris de 16 vías con conector IDC.

Un cable cinta (también conocido como cable faja o cable plano) es un cable con muchos alambres conductores dispuestos paralelamente cada uno junto a otro en el mismo plano lineal. El resultado es un cable ancho y plano. Su nombre proviene de la semejanza del cable con un trozo de cinta.
Los cables cinta se usan frecuentemente para los periféricos internos de las Computadoras, como discos duros, Unidades de discos ópticos y Unidades de discos flexibles.En algunas computadoras antiguas (como la BBC Micro y la Apple II) se usaron para conexiones externas también. Por desgracia, la forma de cinta interfiere con la refrigeración del computador mediante la interrupción del flujo de aire dentro de la caja y también los hace difíciles de manejar, especialmente cuando hay muchos de ellos; los cables redondos han sustituido casi por completo a los cables cinta para conexiones externas y se usan cada vez menos para conexiones internas también.

## Código de color
Para reducir el riesgo de conexiones invertidas, lo cual podría dañar el hardware, ya sea cuando se hace un cable o cuando se utiliza un cable con conectores no polarizados, una banda del cable es generalmente marcada con una franja roja. Por convención la banda con la franja es conectado al pin 1 del conector. Este método de identificación es adecuado para cables que solo constan de dos o más conectores IDC con todos los conectores conectados a todos los alambres, pero es menos útil cuando alambres individuales o grupos pequeños de alambres terminarán separadamente.
Para hacer más fácil identificar los conductores individuales en un cable; los fabricantes de cable cinta crearon el cable cinta tipo arco iris, que usa un patrón repetitivo de colores tomados de la norma de Codificación de colores (marrón para el pin 1, pin 11, pin 21, etc. Rojo es para el pin 2, pin 12, pin 22, etc). No obstante, se ha mantenido como un producto especializado y relativamente caro.

## Medidas
Los cables cinta generalmente se especifican por dos medidas: el espaciado o tono de los conductores, y el número de conductores o rutas. Un espaciado de 1.27 mm es lo más habitual, que permite el uso de un conector de dos filas con pines espaciados a 2.54 mm. Estos tipos se usan para gran variedad de equipamiento, en particular para las interconexiones dentro de un recinto. Para las computadoras personales, esta medida se usa hoy en día en los cables para las unidades de discos flexibles y en cables PATA antiguos o personalizados.
Acerca de la disponibilidad de conectores estándar, el número de conductores se restringe generalmente a unos pocos valores, estos incluyen 4, 6, 8, 9, 10, 14, 15, 16, 18, 20, 24, 25, 26, 34, 37, 40, 50, 60, 64 y 80.
El alambre generalmente es un filamento de cobre, por lo general de 0.32, 0.20, o 0.13 mm² (22, 24, o 26 CAE).
Cables más finos y de tono más grueso también están disponibles. Por ejemplo, el cable de interfaz de alta velocidad ATA usado para la interfaz ULTRA-ATA de los discos duros para computadora tienen un campo de 0.64 mm. Campos más finos, tan pequeños como 0.3 mm, se encuentran en equipos electrónicos portátiles, como las computadoras portátiles; Sin embargo, estos equipos electrónicos portátiles generalmente usan cables planos flexibles (FFC, por sus siglas en inglés).

## Conectores
La prioridad de los cables cinta es permitir la terminación en masa de los alambres hasta un conector IDC en donde el cable cinta es forzado a ingresar a una hilera de firmes contactos bifurcados. Esta terminación comúnmente se hace a ambos extremos del cable, aunque a veces (por ejemplo, cuando se hace un cable que necesita cambiar de cableado entre los dos conectores) solo un extremo termina en un conector IDC, y en el otro extremo un terminal ordinario o una conexión soldada. Aunque a veces es posible desmontar y reutilizar los conectores IDC, estos no están diseñados para permitir hacerlo fácilmente.
Los conectores más populares disponibles para terminaciones IDC adecuadas para el cable cinta son:
- Conector BT224 – también definido por los estándares BS9525-F0023, DIN41651, MIL-C-83503; que son del tipo usado en los cables ATA y a menudo llamado simplemente "conector IDC". Estos se aparean con un conector a medida o con una cuadrícula de dos filas de pines de cabecera con 2.54 mm de espaciado.
- Conector D-sub – utilizado para puertos serial y puertos de impresora (sin embargo los conectores IDC-D son mucho menos comunes que del tipo terminal y soldadura).
- Conector DIN 41612 – utilizado para los buses de las Eurocard.
- Cabezas de transición de PCB – tiene dos filas de pines con el mismo espaciado que los conectores BT244. Destinadas a ser soldadas directamente al PCB.
- Cabezas DIL – tiene pines con el mismo espaciado estándar del DIL de un CI. Generalmente se usa cuando por alguna razón se desea reemplazar un CI por una conexión a un dispositivo externo (por ejemplo, un emulador in-circuit) También puede ser usado como una Cabeza de transición de PCB, especialmente en una veroboard (el montaje de una Cabeza de espaciado normal a una veroboard es complicado, porque se tiene que cortar las pistas entre dos agujeros en lugar de en un agujero).

Cuando los aficionados a la electrónica trabajan en sus computadoras o sus teclados digitales musicales para modificar o hackearlos, a veces tienen que soldar cables cinta. Soldar cables cinta presenta un reto para un aficionado que no tiene formación como técnico de electrónica. En algunos casos, los aficionados pelan el alambre con una navaja fina, y luego separan los alambres antes de soldarlos. Algunos aficionado usan papel de lija fino para desgastar el aislamiento plástico de los alambres. El lijado también prepara a las pistas de cobre. Luego, cuando el estaño toca el alambre, la soldadura se pasa a la pista.

### Interferencia
Desde una perspectiva digital, el cable cinta es la manera ideal para conectar dos dispositivos. Sin embargo, desde una perspectiva analógica, estos cables son problemáticos. Alrededor de 1980, la Comisión Federal de Comunicaciones de los Estados Unidos (FCC) descubre que los cables cintan eran antenas altamente eficientes, emitiendo esencialmente señales aleatorias a través de una amplia banda del espectro electromagnético. Estas señales no deseadas podían interferir con la recepción de TV doméstica, provocando la aparición del efecto "nieve" en la pantalla de la televisión. La FCC emitió decretos y mandatos a la industria de computadoras personales, prohibiendo el uso de cables cinta para conectar dispositivos entre sí. Los cables cinta "desnudos" pueden usarse dentro de la caja de una computadora o dispositivo periférico, pero cualquier cable cinta que conecte dos cajas entre sí debe estar cubierto por una toma a tierra. Esta regla llevó a soluciones tales como cables cinta cubiertos por un escudo de cobre trenzado, que lo hizo imposible de ver o separar conectores individuales. En las Apple II, estos cables pasaban a través de agujeros en la parte trasera que estaba conectada a la tierra de la fuente de alimentación. Eventualmente, los conectores de cinta fueron reemplazados para propósitos de interconexión, por una amplia introducción de cables redondos de diseños personalizados con conectores moldeados.

### Impedancia
Uno de los tamaños más populares del cable cinta emplea alambres de 26 CAE. Usando el espaciado común de 0.050" y aislamiento común de PVC la impedancia resultante para cualquier par de alambres adyacentes en el cable es; Z = 120 (ohms). La cifra precisa podría variar por poco dependiendo de los materiales. El conocimiento de la impedancia es un paso hacia la comprensión y control de la interferencia que pueden causar los cables cinta.

### Uso adecuado
De acuerdo con los estándares de la NASA, el radio de curvatura mínimo para los usos a corto plazo no debe ser menor de 6 veces el diámetro del arnés, y no menos de 10 veces el diámetro del arnés para uso a largo plazo.